# Ayinla Kollington
Ayinla Kollington es un indígena de Ilota (un pueblo muy remoto sobre la frontera de Ilorin, Kwara, Nigeria). Músico nigeriano del género fuji conocido para usar letras burdas y vulgares entrelazadas con incoherentes comentarios sociales. Fue una de las primeras estrellas de fuji rival de Alhaji Sikiru Ayinde Barrister.